# Indigofera atricephala
Indigofera atricephala är en ärtväxtart som beskrevs av Jan Bevington Gillett. Indigofera atricephala ingår i släktet indigosläktet, och familjen ärtväxter. Inga underarter finns listade i Catalogue of Life.